# Enteroscipio
Enteroscipio es un género de bacterias grampositivas de la familia Eggerthellaceae. Actualmente contiene una sola especie descrita: Enteroscipio rubneri. Fue descrito en el año 2018. Su etimología hace referencia a bacteria del intestino. El nombre de la especie hace referencia al médico alemán Max Rubner. Tiene un tamaño de 0,4 μm de ancho por 0,9 μm de largo. Es anaerobia e inmóvil. Catalasa y oxidasa negativas. Forma colonias pequeñas, blancas y semitraslúcidas en agar BHI tras 48-72 horas de incubación. Temperatura óptima de crecimiento de 37 °C. Tiene un contenido de G+C de 62,4%. Se ha aislado de una muestra de heces de un humano obeso en Alemania. 